# Mateja Šimic
Mateja Šimic (ur. 11 marca 1980 w Lublanie) – słoweńska triathlonistka, dwukrotna uczestniczka igrzysk olimpijskich.
Dwukrotnie uczestniczyła w letnich igrzyskach olimpijskich. W 2012 roku na igrzyskach w Londynie zajęła w zawodach kobiet 37. miejsce. Cztery lata później na igrzyskach w Rio de Janeiro w zawodach olimpijskich uplasowała się na 30. miejscu. 
W 2013 i 2014 roku została mistrzynią Słowenii w triathlonie w zawodach indywidualnych.